# James Collins (basket-ball, 1973)
Pour les articles homonymes, voir James Collins.
Ne doit pas être confondu avec James Collins (basket-ball, 1946).
James Collins, né le 5 novembre 1973, à Jacksonville, en Floride, est un ancien joueur américain de basket-ball. Il évolue au poste d'arrière.

## Palmarès
- All-CBA First Team 2002